# Le Sourire (1958)
Le sourire, vertaald De glimlach, is een Franse korte film van filmregisseur en scenarioschrijver Serge Bourguignon uit 1958.
De film is een poëtische film over een Tibetaans boeddhistische monnik. Met deze korte film won Bourguignon in 1960 de Gouden Palm op het Filmfestival van Cannes in de categorieën  Beste korte film en de Prix de la Jeunesse.

## Rolverdeling
| Acteur         | Personage |
| -------------- | --------- |
| Jean Négroni   | verteller |
| Michel Bouquet | verteller |